# Mircea Suciu Sibianu
Mircea Suciu Sibianu (n. 18 septembrie 1889, Brașov, comitatul Brașov, Monarhia Austro-Ungară – d. 1967, Băile Herculane, județul Caraș-Severin, Republica Socialistă România) a fost pseudonimul medicului și publicistului Mircea Mocanu, medic militar și autor de cărți și articole de popularizare a științei, inițiator al ideii de a se trece pe spatele rețetelor câteva reguli de bază privind igiena personală, membru al Gărzii Naționale Române din Brașov și delegat cu credențional la Marea Adunare Națională de la Alba Iulia din 1 decembrie 1918, din partea circumscripției electorale Cetate-Brașov.

## Studii
A urmat școala primară la Brașov și mai apoi Liceul Andrei Șaguna. Își continuă studiile la București și Budapesta, unde frecventează cursurile Facultăților de Medicină. După absolvire s-a întors și a lucrat la Spitalul de oftalmologie din Brașov până la pensionarea sa în 1949.

## Viața și activitatea
Finalul Marelui Război îl găsește medic în Brașov, la Spitalul de oftalmologie, unde se încadrează ca membru al Gărzii Naționale Române. Este ales delegat cu credențional la Marea Adunare de la Alba Iulia din data de 1 decembrie 1918, din partea circumscripției electorale Cetate-Brașov, urmând ca împreună cu soția sa, Raveica, posesoare și aceasta de credențional, să parcurgă drumul Brașov-Alba Iulia. După Marea Unire amenajează la sfatul medicului Nicolae Căliman, într-o secțiune a locuinței acestuia, primul laborator de analize din Brașov intrat în funcțiune în aprilie 1920.
A fost un membru important al ASTREI din despărțământul Brașov, secția medicină, onorându-și acest post prin susținerea de conferințe cu subiecte de igienă și profilaxia bolilor în comunele din județele Brașov și Trei Scaune. Totodată, a scris o serie de articole de popularizare a științei, în domeniul igienei alimentare și a altor probleme de sănătate publică.
A fost pasionat de problemele de educație santitară. Este inițiatorul ideii ca pe dosul rețelelor să fie scrise reguli de educație sanitară - de sanogeneză .
Se număra și printre membrii Ligii Dușmanii alcoolului și nicotinei și ai asociației Turing Clubului România, în perioada interbelică. Mircea Suciu Sibianu a fost inițiatorul ideii de a se scrie pe dosul rețetelor câteva reguli de educație sanitară. În cei peste 50 de ani de carieră medicală, acesta nu a avut nici o absență pe motiv de caz de boală, deoarece a respectat o serie de reguli, ce se aflau pe astfel de rețete, reguli la fel de actuale și astăzi. El considera că: Sănătatea ta este o superbă cetățuie, pe care trebuie s-o înconjori din toate părțile spre a o apăra [...]. A fost cum se poate observa, foarte preocupat de problemele sociale, căutând să îndrume oamenii spre un drum ce avea ca finalitate realizarea armoniei dintre dezvoltarea fizică și cea psihică, mișcare și cugetare, subliniind rolul important al voinței (de a face mișcare, de a renunța la alcool și tutun etc.) în cadrul factorilor naturali ce afectau sănătatea umană.

## Opere
Fiind un om pasionat de educația sanitară, a scris o serie de articole de popularizare a științei, în domenii cum sunt igiena alimentară sau probleme de sănătate publică, pentru reviste precum: Gazeta Transilvaniei, Prometeu, Ardealul, Kronstädter Zeitung sau Brassói Lapok. A publicat și o serie de lucrări precum: 
Gânduri sănătoase, lucrare în două volume, primul apărut la București în 1929, iar al doilea, prefațat de către Nicolae Iorga, a apărut în anul 1938.  
Noi orientări economico-sociale ale medicinei moderne, volum apărut la Brașov în anul 1944. 
Un mare câștig economic: o mai bună împărțire a timpului, volum apărut tot la Brașov în anul 1946.  

## Ultimii ani din viață
Moare în anul 1967 ca urmare al unui accident nefericit în timpul unei excursii la Băile Herculane, când pierzându-și echilibrul, a căzut într-o prăpastie. Este îngropat la Brașov. 